# Kwame Dandillo
Kwame Dandillo, es el seudónimo de George Humphrey Nelson (Pieter) Polanen (Paramaribo, 6 de mayo de 1922 – Aldaar, 6 de septiembre de 1970) es un escritor de  Surinam. 

## Biografía
Pieter Polanen opositor a la guerra de Corea, trabajó como oficial de aduana y en Ministerio de Asuntos Generales. Se unió a Who Eegie Sanie pero luego fue echado luego de desafiar a una autoridad: junto con otras personas realizó el 14 de abril de 1959 un ataque fallido e improvisado a JA Pengel. 
Kwame Dandillo publicó dos colecciones de poesía  Reti feti [Red de combate] (1962) y Palito (1970, reeditado en los impreso en Países Bajos en 1973 - el título hace referencia a una forma en que las damas criollas doblan un pañuelo en la cabeza). Los poemas presentan una mirada alternativa y de feroz conciencia social sobre la pobreza y el deseo de libertad, con una visión original.
Su hermano mayor, Desi Polanen 1970-1974 fue ministro plenipotenciario de Surinam en Holanda.